# Człowiek w żelaznej masce (film 1985)
Człowiek w żelaznej masce (ang. The Man in the Iron Mask) – australijski film animowany z 1985 roku wyprodukowany przez Burbank Films Australia. Animowana adaptacja powieści Aleksandra Dumasa ojca pt. Wicehrabia de Bragelonne.

## Wersja polska
Wersja wydana w serii Najpiękniejsze baśnie i legendy na DVD z angielskim dubbingiem i polskim lektorem.
- Dystrybucja: Vision